# The Ghost of the Mine
The Ghost of the Mine è un cortometraggio muto del 1914. Il nome del regista non viene riportato nei titoli.

## Produzione
Prodotto dalla Eclair American, il film venne girato a Tucson, in Arizona.

## Distribuzione
Il film uscì nelle sale cinematografiche USA il 29 novembre 1914, distribuito dall'Universal Film Manufacturing Company.